# Blanc Central
Blanc Central es un aguafuerte del artista español Antoni Tàpies. La obra, realizada en Barcelona en 1982, se encuentra en la Fundación Picasso Museo Casa Natal de Málaga, catalogado con el código FPCN 1337. Fue comprado por la Fundación Picasso en 1998. Sus dimensiones son 76,5 cm x 56 cm en el papel, y de 48,5 cm x 41,5 cm la huella.